# Вейс, Роберт
Роберт Вейс (англ. Robert Weisz; 25 июня 1925 года, Арад, Румыния — 11 июня 2013, Квебек, Канада) — венгерско-швейцарско-канадский пианист и музыкальный педагог.

## Биография
Учился с 1947 года в Академии музыки имени Листа (у Анни Фишер и Белы Бёсёрменьи-Надя), затем в Женевской консерватории у Дину Липатти, позднее совершенствовался в Париже у Нади Буланже и в Лондоне у Майры Хесс. В 1949 году разделил с Марией Типо первую премию Международного конкурса в Женеве.
С 1951 года широко гастролировал по всему миру — в Южной Америке (1951), Индонезии (1953), Европе (1951—1967).
В 1963 году оформил швейцарское гражданство. В 1967—1969 годах — приглашённый музыкант Университета Индианы, с 1969 года преподавал в Университете Лаваля; среди его учеников — Жасинт Кутюр (фр. Jacinthe Couture) и Мишель Франк (фр.  Michel Franck), лауреаты Премии Европы. В ансамбле с Жанной Ландри (фр. Jeanne Landry) исполнил концерты для двух фортепиано Роже Маттона (1971), Бартока (1972), Шумана (1973).
С 1975 года гражданин Канады. Концертировал в Монреале (1974), Квебеке, участвовал в телепрограмме Си-би-си «Les Grands Concerts». Был приглашённым солистом камерного оркестра Си-би-си Квебек на концерте к 25-й годовщине смерти Липатти.
Среди записей Вейса — Вальсы Брамса (Decca LK-4063), произведения Шумана (Decca LM-4539), а также сонаты Шуберта и Грига в ансамбле с виолончелистом Полем Тортелье (Pathé-Marconi FALP-570).